# Bellagio
Bellagio (/bəˈlɒʒi.oʊ/ bə-LAH-zhi-oh) là một khu nghỉ dưỡng, khách sạn và sòng bạc sang trọng nằm trên Las Vegas Strip ở Paradise, Nevada. Nó được sở hữu bởi Blackstone Inc. và vận hành bởi MGM Resorts International.
Bellagio được khai trương vào ngày 15 tháng 10 năm 1998, với 3.005 phòng trong một tòa tháp 36 tầng. Đây là khu nghỉ dưỡng đắt nhất thế giới tính đến thời điểm đó, với chi phí xây dựng 1,6 tỷ đô la.

## Lịch sử

### Bối cảnh và phát triển
Trước đây, khu đất của Bellagio là khách sạn-casino Dunes, mở cửa từ năm 1955. Steve Wynn đã mua Dunes vào năm 1992 và có ý định xây dựng một khu nghỉ dưỡng mới. Khi Dunes đóng cửa vào năm 1993, Wynn đã đề xuất thêm một hồ nhân tạo vào dự án mới của mình. Tuy nhiên, sau khi thông qua sắc lệnh về nước năm 1990, các quan chức quận đã đặt câu hỏi liệu tính năng này có thể được bao gồm hay không. Quận đã sửa đổi sắc lệnh vào năm 1994, cho phép Wynn tiếp tục với hồ nhân tạo.
Vào năm 1994, Mirage Resorts đã công bố kế hoạch xây dựng khu nghỉ dưỡng Beau Rivage trên khu đất này. Tuy nhiên, sau chuyến du lịch tại Hồ Como, nhà thiết kế Jon Jerde đã thuyết phục Wynn đổi hướng dự án, lấy cảm hứng từ làng Bellagio ở miền bắc Ý. Do đó, Wynn đã quyết định thay đổi tên khu nghỉ dưỡng thành Bellagio và loại bỏ 10 tháng công việc thiết kế cho Beau Rivage . Sau này, Wynn đã sử dụng tên Beau Rivage cho một khu nghỉ dưỡng khác ở Mississippi.
Việc xây dựng Bellagio đã bắt đầu từ ngày 1 tháng 11 năm 1995, với kế hoạch khai trương vào tháng 3 năm 1998. Marnell Corrao Associates là nhà thầu chính cho dự án. Chi phí của dự án đã tăng lên nhiều lần, một phần do việc thêm các tính năng mới. Sự thiếu hụt lao động có kỹ năng cũng đã làm tăng chi phí lao động. Dự án được tài trợ thông qua nhiều nguồn vốn. Với tổng chi phí hoàn thành là 1,6 tỷ đô la, Bellagio trở thành khu nghỉ dưỡng đắt nhất từng được xây dựng.

### Mở cửa
Sự kiện khai trương Bellagio đã được mong đợi rất nhiều, và các biện pháp kiểm soát đám đông đã được triển khai từ nhiều tháng trước. Mirage Resorts đã tiến hành một chiến dịch quảng cáo trị giá 10 triệu đô la, bao gồm các quảng cáo truyền hình kéo dài 60 giây với sự tham gia của ca sĩ opera nổi tiếng Andrea Bocelli.
Một bữa tiệc dành cho khách mời VIP đã được tổ chức vào tối ngày 15 tháng 10 năm 1998, thu hút 1.800 khách tham dự, trong đó có thống đốc Nevada Bob Miller. Chỉ trong ngày đầu tiên, khu nghỉ dưỡng đã chào đón hơn 80.000 lượt khách. Khu nghỉ dưỡng Bellagio bao gồm 3.005 phòng khách sạn, một sòng bạc, cùng với các cửa hàng và nhà hàng cao cấp.

### Thay đổi quyền sở hữu và mở rộng
Khi mới mở cửa, giá phòng tại Bellagio trung bình là 200 đô la mỗi đêm, cao hơn nhiều so với mức giá 81 đô la của các khu nghỉ dưỡng khác ở Strip. Kế hoạch mở rộng thêm 1.300 phòng đã bị tạm dừng vào tháng 3 năm 2000 để hoàn thiện việc sáp nhập với MGM Grand Inc. hỏa thuận này đã hoàn tất vào tháng 5 năm 2000, khiến MGM Grand trở thành chủ sở hữu của Bellagio. Công ty đã đổi tên thành MGM Mirage vào cuối năm đó, và lưu chuyển tiền mặt của Bellagio đã cải thiện dưới sở hữu mới, khiến cho việc xem xét lại kế hoạch mở rộng khách sạn.
Việc xây dựng tòa tháp Spa bắt đầu vào tháng 4 năm 2003. Nó đã được hoàn thiện một năm sau đó, và khai trương vào ngày 23 tháng 12 năm 2004. Nó đã thêm 928 phòng, tổng cộng là 3.933 phòng.
Đến năm 2004, Bellagio đã trở thành khách sạn-sòng bạc có lợi nhuận nhất ở Las Vegas. Vào năm 2012, MGM và Suning Real Estate đã công bố kế hoạch mở rộng thương hiệu Bellagio với một khách sạn 200 phòng ở Thượng Hải, khách sạn này cuối cùng đã được khai trương vào năm 2018. Hai mươi năm sau khi khai trương, Bellagio vẫn là một trong những khu nghỉ dưỡng nổi tiếng nhất trên Las Vegas Strip.
Vào tháng 10 năm 2019, MGM Resorts đã bán Bellagio cho Blackstone Inc. với giá 4,25 tỷ đô la Mỹ. Theo thỏa thuận, MGM Resorts và Blackstone Inc. đã thành lập một liên doanh. Liên doanh này sẽ cho thuê Bellagio trở lại MGM Resorts với giá thuê hàng năm là 245 triệu đô la Mỹ. Việc bán đã được hoàn thành vào tháng 11 năm 2019. Theo thỏa thuận, MGM Resorts đã mua lại 5% cổ phần sở hữu trong liên doanh và tiếp tục vận hành khu nghỉ dưỡng thông qua hợp đồng thuê.
Vào tháng 7 năm 2023, MGM Resorts và Marriott International đã ký thỏa thuận hợp tác. Theo thỏa thuận này, MGM Resorts sẽ đưa các bất động sản của mình vào hệ thống đặt phòng quốc tế của Marriott và chương trình khách hàng thân thiết Bonvoy. Mối quan hệ đối tác mới này sẽ bắt đầu vào cuối năm nay. Bellagio, một trong những khu nghỉ dưỡng nổi tiếng nhất ở Las Vegas, sẽ được tiếp thị trong phân khúc The Luxury Collection của Marriott. Ngoài ra, Blackstone cũng công bố vào năm 2023 rằng họ sẽ bán 22% cổ phần tại Bellagio cho Realty Income với giá 950 triệu đô la.

## Sự cố

### Cướp bóc
Sòng bạc Bellagio đã từng bị cướp nhiều lần. Vào tháng 6 năm 2000, ba người đàn ông đã cướp được 160.000 đô la tiền mặt và chip sòng bạc. Sau đó, họ đã bị bắt giữ. Vụ cướp này là một trong một loạt các vụ cướp sòng bạc do những người đàn ông này thực hiện.
ào tháng 12 năm 2010, một người đàn ông đội mũ bảo hiểm đã cướp 1,5 triệu đô la tiền chip từ bàn craps của sòng bạc MGM Grand ở Las Vegas. Các biện pháp bảo vệ bí mật khiến tên trộm khó có thể đổi tiền chip mà không bị bắt.. Sau đó, MGM thông báo sẽ ngừng sử dụng chip 25.000 đô la trong vòng bốn tháng. Tên trộm, con trai của một thẩm phán ở Las Vegas, đã bị bắt vào tháng 2 năm 2011, sau khi sắp xếp bán chip 25.000 đô la cho một cảnh sát chìm. Khoảng 793.000 đô la tiền chip vẫn chưa được tìm thấy. Tên trộm đã nhận tội và bị kết án từ 3 đến 11 năm tù.
Vào tháng 7 năm 2014, một người đàn ông đã cướp 43.500 đô la từ quầy thu ngân của sòng bạc Bellagio bằng súng BB. Anh ta bị bắt vào ngày hôm sau, sau khi tiêu một nửa số tiền vào gái mại dâm và mua sắm. Anh ta được tuyên bố là không đủ năng lực để hầu tòa.
Vào sáng sớm tháng 3 năm 2017, một nhóm người đàn ông đeo mặt nạ động vật đã đột nhập vào cửa hàng trang sức trong sòng bạc Bellagio. Cảnh sát đã phong tỏa sòng bạc và bãi đỗ xe. Một trong những nghi phạm đã bị bắt giữ, ba người khác vẫn bỏ trốn.
Vào cuối năm 2017, một người đàn ông đã cướp tiền từ quầy thu ngân của sòng bạc Bellagio. Anh ta quay lại cướp quầy thu ngân vào tháng 3 năm 2019. Một cuộc đấu súng đã xảy ra bên ngoài sòng bạc giữa anh ta và cảnh sát khi anh ta cố gắng trốn thoát. Anh ta đã bị bắn và giết chết.

### Hỏa hoạn
Vào sáng ngày 23 tháng 9 năm 2008, một vụ cháy nệm đã xảy ra tại tầng 26 của khách sạn Bellagio. Vụ cháy đã khiến một khách trọ bị bỏng nhẹ và một số người khác bị sặc khói. Phần còn lại của khách sạn không bị ảnh hưởng và đám cháy đã được dập tắt trong vòng nửa giờ.
Vào đêm ngày 13 tháng 4 năm 2017, mái của khu bán lẻ tại khách sạn Bellagio đã bốc cháy. Vụ cháy đã buộc khách sạn phải sơ tán khu vực này và gây thiệt hại lên tới 450.000 đô la, chủ yếu ở khu vực trên quán cà phê Starbucks. Nguyên nhân vụ cháy là do một thiết bị chiếu sáng bên ngoài bị lỗi.

## Tiện nghi

### Sòng bạc

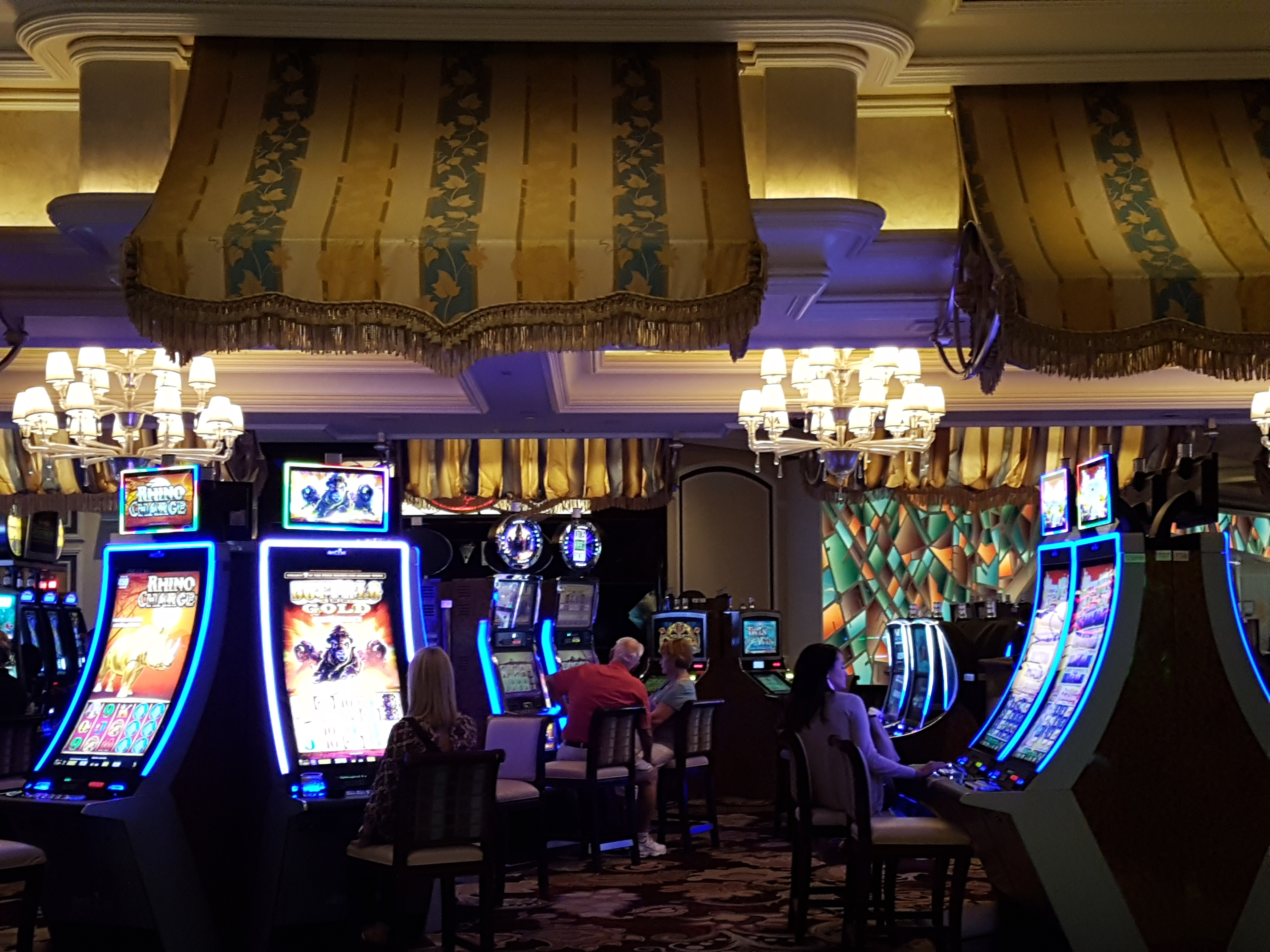
Khu vực sòng bạc

Sòng bạc Bellagio có diện tích 156.000 foot vuông (14.500 mét vuông). Khi khai trương, sòng bạc có 2.700 máy đánh bạc và 173 trò chơi bàn. Các biển hiệu trên máy đánh bạc được giữ ở mức tối thiểu để tôn lên kiến trúc của khu nghỉ dưỡng. Đến năm 2003, trò chơi chỉ chiếm dưới một nửa doanh thu của khu nghỉ dưỡng. Phòng chơi poker đã được mở rộng vào năm 2004 để đáp ứng nhu cầu ngày càng tăng của khách hàng.
Sòng bạc Bellagio sở hữu một khu vực chơi poker dành cho những người chơi với mức cược cao, ban đầu được đặt tên là Bobby's Room. Khu vực này được đặt theo tên của Bobby Baldwin, người từng là chủ tịch của Bellagio và là giám đốc lâu năm của MGM. Đến năm 2018, mức mua vào tối thiểu ở đây là $20.000. Bobby's Room từng là phòng chơi poker có hạn mức cược cao nổi tiếng nhất ở Las Vegas cho đến khi khu nghỉ dưỡng Aria gần đó khai trương vào năm 2009. Phòng chơi poker của Aria mang đến cho người chơi một lựa chọn thay thế cao cấp hơn so với Bobby's Room.  Vào tháng 10 năm 2020, sau hai năm Baldwin rời công ty, MGM đã lặng lẽ đổi tên khu vực này thành Legends Room.
Vào năm 2002, sòng bạc đã khởi xướng một chuỗi giải đấu poker. Ngoài ra, sòng bạc cũng đăng cai hàng năm cho giải đấu WPT Five Diamond World Poker Classic và Five-Star World Poker Classic. Vào năm 2013, Bellagio đã ra mắt một khu vực sòng bạc riêng tư với diện tích 2.600 foot vuông (khoảng 240 m2) được gọi là Villa Privé, dành riêng cho những người chơi có mức cược cao.

### Khách sạn

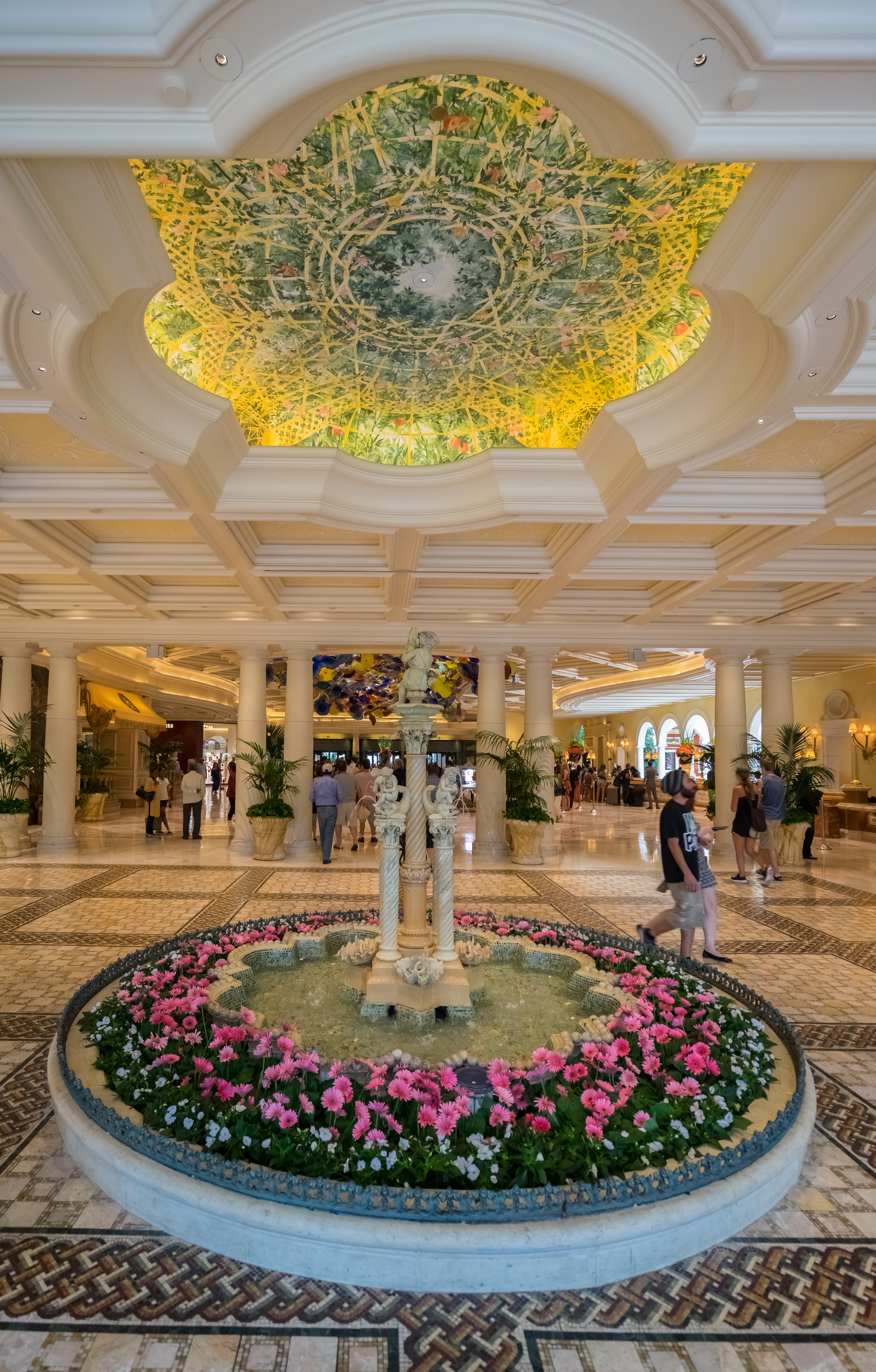
Đài phun nước thế kỷ 19 ở sảnh khách sạn

Khách sạn Bellagio có 3.933 phòng. Ban đầu, khách sạn mở cửa với 3.005 phòng, trong đó có 401 phòng suite. Năm 2003, khách sạn đã tiến hành cải tạo các phòng ở tòa tháp chính. Năm 2004, tháp Spa được hoàn thành, bổ sung thêm 928 phòng, nâng tổng số phòng của khách sạn lên 3.933 phòng. Tòa tháp ban đầu có 36 tầng, trong khi Tháp Spa có 33 tầng.
Khách sạn đã trải qua nhiều đợt tân trang trong những năm qua. Các dãy phòng và phòng Spa Tower được tân trang vào năm 2007. Các phòng trong tòa tháp chính được tân trang lại trong sáu tháng, trị giá 70 triệu đô la vào năm 2011. Các phòng Spa Tower được tân trang lại trị giá 40 triệu đô la vào năm 2012. ác phòng suite trong tòa tháp chính được tân trang lại từ năm 2014 đến năm 2015, là giai đoạn cuối cùng của dự án nâng cấp trị giá 165 triệu đô la. Một đợt tân trang khác các phòng tòa tháp chính diễn ra vào năm 2021. Việc tân trang Spa Tower trị giá 110 triệu đô la dự kiến hoàn thành vào tháng 10 năm 2023.
Phòng Chairman Suite của khách sạn The Ritz-Carlton, Millenia Singapore rộng 4.000 foot vuông (370 mét vuông) và được trang bị đầy đủ tiện nghi, bao gồm một khu vườn trong nhà, một hệ thống rạp chiếu phim tại nhà, một số lò sưởi, một quầy bar và dịch vụ quản gia toàn thời gian.
Trong sảnh khách sạn, gần Conservatory, có một đài phun nước thế kỷ 19 đã được phục hồi. Năm 2015, một tác phẩm điêu khắc đại diện cho các yếu tố của Trái đất đã được đặt bên ngoài lối vào chính của khách sạn. Tác phẩm này được tạo ra bởi nghệ sĩ Masatoshi Izumi, người đã tự tay chạm khắc nó từ bốn viên đá bazan, mỗi viên nặng ít nhất 17.000 pound.

### Các câu lạc bộ đêm và quán bar
Khách sạn Bellagio có hai câu lạc bộ đêm cao cấp, Light và The Bank. Light được khai trương vào năm 2001 và được lấy cảm hứng từ một câu lạc bộ đêm ở New York. Nó đã trở nên phổ biến trong số những người nổi tiếng, nhưng đã đóng cửa vào năm 2007. The Bank được khai trương vào năm 2007 để thay thế Light. Nó có diện tích 600 m2, bao gồm hai quầy bar và ba DJ thường trú. Nó được du khách và người dân địa phương yêu thích, nhưng đã đóng cửa vào năm 2018.
Vào tháng 3 năm 2011, SBE Entertainment Group thông báo sẽ mở hộp đêm Hyde Lounge tại Bellagio, thay thế cho quán bar Fontana. Hyde Bellagio khai trương vào ngày 31 tháng 12 năm 2011, có diện tích 930 m2, sức chứa 714 người, bao gồm chỗ ngồi ngoài trời nhìn ra đài phun nước. Hyde Bellagio đóng cửa vào tháng 7 năm 2019 và được thay thế bởi Mayfair Supper Club.
Vào tháng 2 năm 2012, The Light Group đã mở Lily Bar & Lounge tại Bellagio, cũng hoạt động như một hộp đêm. Các quầy bar của khu nghỉ dưỡng được phục vụ bởi một phòng bơm chứa 1.800 chai rượu. Rượu được bơm qua một đường ống dài từ 300 đến 3.000 mét trước khi đến bất kỳ trong số 53 quầy bar của khu nghỉ dưỡng.

### Nhà hàng
Khi khai trương, Bellagio có 16 nhà hàng, một số trong số đó được giám sát bởi các đầu bếp từng đoạt giải thưởng. Picasso là một nhà hàng Pháp của đầu bếp Julian Serrano.  Các bức tranh của Pablo Picasso tô điểm cho các bức tường của nhà hàng. Đầu bếp Todd English mở nhà hàng Olives, phục vụ đồ ăn Địa Trung Hải và được đặt tên theo một nhà hàng nổi tiếng mà ông mở ở Boston. Khu nghỉ dưỡng cũng bao gồm Circo và Le Cirque, cả hai đều thuộc sở hữu của gia đình Maccioni và được lấy cảm hứng từ các nhà hàng cùng tên ở New York. Circo là một nhà hàng Ý, trong khi Le Cirque phục vụ đồ ăn Pháp và có chủ đề rạp xiếc cao cấp.
Các nhà hàng khác tại Bellagio bao gồm nhà hàng Buffet với sức chứa lên đến 500 khách; Prime, một nhà hàng chuyên về thịt bò do đầu bếp nổi tiếng Jean-Georges Vongerichten điều hành; Aqua, một nhà hàng hải sản có 150 chỗ ngồi, ban đầu từ San Francisco, do đầu bếp Michael Mina quản lý;, và Bellagio Cafe, một quán cà phê hoạt động 24/24; Một số nhà hàng còn có sân hiên nhìn ra hồ Bellagio.
In 2004, Aqua was renamed Michael Mina after its chefNăm 2004, nhà hàng Aqua ở Bellagio được đổi tên thành Michael Mina, theo tên của đầu bếp chính. Cùng năm đó, một nhà hàng mới tên Sensi cũng được khai trương, nằm trong Tháp Spa. Ngoài ra, Jean-Philippe Maury cũng đã mở một tiệm bánh ngọt có đài phun sô-cô-la lớn nhất thế giới, cao 8,2 mét.
Sau 15 năm hoạt động, các nhà hàng ban đầu ở khách sạn Bellagio vẫn được yêu thích. Nhà hàng Circo đóng cửa vào năm 2014, và được thay thế bởi nhà hàng Lago, một nhà hàng Ý mới của đầu bếp Serrano.  Nhà hàng Snacks, một nhà hàng nổi tiếng trong số các tay cờ bạc, đã được tân trang lại vào năm 2015.
Đầu bếp Roy Ellamar đã tiếp quản nhà hàng Sensi từ năm 2011. Tuy nhiên, vào năm 2015, nhà hàng này đã đóng cửa và thay vào đó là nhà hàng mới của Ellamar - Harvest, một nhà hàng chú trọng đến sức khỏe với sự tập trung vào nguyên liệu tươi mới. Nhà hàng Olives đã đóng cửa vào đầu năm 2018, và thay thế cho nó là Spago, một nhà hàng do Wolfgang Puck sáng lập. Sadelle's, một nhà hàng được yêu thích ở Manhattan, đã mở chi nhánh tại Las Vegas trong khuôn viên Bellagio vào năm 2019, thay thế cho quán cà phê trước đó.
Mayfair Supper Club, một nhà hàng có nhạc sống nhìn ra đài phun nước Bellagio, đã khai trương vào ngày 31 tháng 12 năm 2019. Le Cirque đã đóng cửa vào tháng 3 năm 2020 trong thời kỳ đại dịch COVID-19 và cuối cùng đã mở cửa trở lại vào tháng 10 năm 2021.
Khách sạn Bellagio có một nhà ăn dành cho nhân viên tên là Mangia, hoạt động như một nhà hàng buffet và phục vụ hàng nghìn nhân viên mỗi ngày. Một vườn thảo mộc trên mái nhà của khách sạn cung cấp rau thơm cho các nhà hàng của Bellagio.

### Khu mua sắm
Kể từ khi mở cửa, khu nghỉ dưỡng đã bao gồm một khu vực bán lẻ cao cấp được gọi là Via Bellagio. Đây là khu mua sắm cao cấp đầu tiên ở Las Vegas, và là nơi tập trung của các thương hiệu xa xỉ hàng đầu thế giới, bao gồm Armani, Chanel, Fred Leighton, Gucci, Hermès, Prada và Tiffany & Co.

## Giải thưởng
Bellagio là thành viên của The Leading Hotels of the World, và được nhiều tổ chức đánh giá cao. Đến năm 2001, Bellagio đã đạt được xếp hạng bốn sao từ Mobil Travel Guide. Cùng năm đó, Bellagio trở thành khách sạn-sòng bạc đầu tiên giành được giải thưởng AAA Five Diamond Award, và là khách sạn thứ hai ở Las Vegas giành được giải thưởng này, sau Four Seasons vào năm 1999. Năm 2010, Bellagio đã giành được giải thưởng Five Diamond Award thứ 10 liên tiếp, khu nghỉ dưỡng đầu tiên trên phố Strip làm được điều này. Tính đến năm 2020, Bellagio đã giành được giải thưởng Five Diamond 18 năm liên tiếp.
Bellagio đứng thứ tám trong Bảng xếp hạng khách sạn nghỉ dưỡng của Hoa Kỳ của Zagat Survey năm 2003, trong khi các nhà hàng của khách sạn đứng thứ 12 trong hạng mục ăn uống hàng đầu. Bellagio cũng đã lọt vào Danh sách vàng của Condé Nast Traveler nhiều lần, bắt đầu từ năm 2005. Một nghiên cứu năm 2005 của Majestic Research, thăm dò ý kiến hơn 400 cư dân ngoại bang, cho thấy Bellagio là khu nghỉ dưỡng được yêu thích nhất trong số khách du lịch, với 18% ủng hộ. Một nghiên cứu khác thăm dò ý kiến khách du lịch đến thăm Las Vegas vào năm 2005 và Bellagio được mệnh danh là khu nghỉ dưỡng "phải xem" hàng đầu của thành phố, trong khi các đài phun nước được mệnh danh là điểm thu hút "phải xem" tốt nhất. Năm 2010, Travel + Leisure xếp Bellagio ở vị trí thứ 31 trong danh sách các khách sạn hàng đầu ở các thành phố lớn của Hoa Kỳ và Canada. Travelocity xếp Bellagio ở vị trí thứ sáu trong danh sách 10 khách sạn hàng đầu ở Las Vegas năm 2011, dựa trên đánh giá của khách hàng.
Nhà hàng Picasso của khu nghỉ dưỡng cũng được đánh giá cao từ giới phê bình, nhận được giải thưởng AAA Five Diamond và Mobil Five-Star vào cuối năm 2001. Năm 2010, nhà hàng đã giành được giải thưởng Five Diamond thứ 10, trong khi Le Cirque giành được giải thưởng thứ 8. Bellagio là khách sạn duy nhất ở Hoa Kỳ có hai nhà hàng Five Diamond.

## Trong văn hóa đại chúng
Khách sạn Bellagio ở Las Vegas là một địa điểm nổi tiếng trong các bộ phim Hollywood. Nó là bối cảnh chính cho bộ phim Ocean's Eleven năm 2001, trong đó một nhóm trộm cắp âm mưu cướp kho tiền của khách sạn. Bộ phim có nhiều cảnh quay ở các khu vực khác nhau của khách sạn, bao gồm sảnh, sòng bạc, và đài phun nước. Sau này, cầu thang mà nhân vật Tess Ocean (do Julia Roberts thủ vai) đi xuống đã bị phá bỏ để nhường chỗ cho Tháp Spa.
Khách sạn Bellagio cũng được miêu tả trong bộ phim Lucky You năm 2007. Bộ phim được lấy bối cảnh năm 2003, nhưng phòng poker của khách sạn đã được cải tạo kể từ đó. Các nhà làm phim đã xây dựng một bản sao của căn phòng ban đầu trên một sân khấu ở Los Angeles để quay phim. Các đài phun nước của khách sạn Bellagio cũng xuất hiện trong nhiều bộ phim khác, bao gồm Ba chàng ngự lâm, Người khổng lồ xanh phi thường, và Người Nhện siêu đẳng 2: Sự trỗi dậy của Người Điện.